# Amt Windheim
Das Amt Windheim war bis 1972 ein Amt im Kreis Minden in Nordrhein-Westfalen, Deutschland mit Sitz in der Gemeinde Lahde.

## Geschichte
Die Orte des Amtes Windheim gehörten bis 1807 zum Fürstentum Minden. Nachdem dieses 1807 an den napoleonischen Satellitenstaat Königreich Westphalen gefallen war, wurde im Distrikt Minden des Königreichs der Kanton Windheim gebildet. Dieser Kanton hatte im Wesentlichen den gleichen Umfang wie das spätere Amt Windheim. Nach der napoleonischen Niederlage wurde aus dem Kanton Windheim 1816 der Verwaltungsbezirk Windheim im preußischen Kreis Minden.
Bei der Einführung der westfälischen Landgemeinde-Ordnung von 1841 wurde 1843 im Kreis Minden aus dem Verwaltungsbezirk Windheim das Amt Windheim gebildet. Der Sitz des Amtes befand sich in der Gemeinde Lahde. Ein Amtshaus wurde dort 1914 an der Bahnhofstraße Ecke Schillerstraße errichtet.
Der Gutsbezirk Wietersheim wurde am 1. Juli 1920 aufgelöst und in die Gemeinde Wietersheim eingegliedert. Nachdem am 1. Oktober 1934 das benachbarte Amt Schlüsselburg aufgelöst wurde, kam die Stadt Schlüsselburg zum Amt Windheim hinzu. Am 1. Januar 1963 wurde aus dem rechts der Weser gelegenen Gebiet der Stadt Schlüsselburg die neue Gemeinde Wasserstraße gegründet. Am 1. Oktober 1971 wurde die Gemeinde Frille des niedersächsischen Landkreis Schaumburg-Lippe durch einen Staatsvertrag zwischen Niedersachsen und Nordrhein-Westfalen in die Gemeinde Frille des Amtes Windheim eingegliedert.
Das Amt Windheim umfasste zuletzt 23 Gemeinden:
| - Aminghausen - Bierde - Dankersen - Döhren - Frille - Gorspen-Vahlsen - Heimsen - Ilse - Ilserheide - Ilvese - Jössen - Lahde, Amtssitz | - Leteln - Neuenknick - Päpinghausen - Quetzen - Raderhorst - Rosenhagen - Schlüsselburg, Stadt - Seelenfeld - Wasserstraße - Wietersheim - Windheim |

Durch das Bielefeld-Gesetz wurde das Amt Windheim zum 31. Dezember 1972 aufgelöst. Die Gemeinden Aminghausen, Dankersen, Leteln und Päpinghausen wurden in die Stadt Minden eingegliedert; alle übrigen kamen zur Stadt Petershagen, die auch Rechtsnachfolgerin des Amtes wurde. Die Städte Minden und Petershagen wurden Teil des neuen Kreises Minden-Lübbecke.

## Einwohnerentwicklung
| Jahr | Einwohner | Quelle |
| ---- | --------- | ------ |
| 1818 | 07.935    | [ 6 ]  |
| 1843 | 07.815    | [ 6 ]  |
| 1864 | 10.052    | [ 7 ]  |
| 1871 | 10.147    | [ 6 ]  |
| 1885 | 10.914    | [ 8 ]  |
| 1910 | 13.891    | [ 9 ]  |
| 1925 | 14.665    | [ 10 ] |
| 1939 | 16.573    | [ 10 ] |
| 1950 | 22.123    | [ 11 ] |
| 1961 | 21.548    | [ 11 ] |
| 1970 | 22.755    | [ 11 ] |
| 1972 | 22.600    |        |